# 세종전통음식연구소
세종전통음식연구소는 전국 각 지방의 특색있는 전통음식을 체계적이고 과학적인 방법으로 연구 개발하여 우리 전통음식의 참 맛과 제조방법을 재현하고 사라져 가는 전통음식의 우수성을 후손들에게 전수 목적으로 2010년 9월 7일 설립·허가된 대한민국 농림수산식품부 소관의 사단법인이다. 사무실은 서울특별시 송파구 송파동 95-62에 있다.